# Belägringen av Sirmium
Belägringen av Sirmium utfördes av avarerna och deras slaviska allierade mot den bysantinska staden Sirmium, huvudstad i den bysantinska provinsen Pannonien, mellan 580 och 582.
Staden belägrades efter att avarerna i två år hade tvingat bysantinarna att brandskatta för den, och den bysantinska armén var upptagen i kriget mot sassanidiska Persien och inte kunde försvara den. Staden var strategiskt viktig då den blockerade vägen till resten av det bysantinska Balkanhalvön. Staden belägrades i nästan tre år. Kejsaren gav till slut staden tillstånd att kapitulera i utbyte mot att dess innevånare skonades. Avarerna ska också ha avstått från att döda stadsborna, men staden plundrades och förstördes och dess innevånare övergav staden och flydde till Salona. Stadens fall resulterade i att Balkanhalvön efter detta stod öppen för de kommande invasionerna från både avarerna och slaverna. 